# Marthe Hanau
Pour les articles homonymes, voir Hanau (homonymie).
Marthe Hanau, née le 1er janvier 1886 à Paris et morte le 19 juillet 1935 à la prison de Fresnes, est une femme d'affaires française. Impliquée dans le scandale financier de la Gazette du Franc, elle est surnommée « la banquière des années folles ».
Rare femme française active dans les milieux de la finance de cette époque, la presse réactionnaire et parfois antisémite ne l'épargne pas. La Ligue des droits de l'homme intervint en sa faveur. Condamnée à des peines de prison pour escroquerie et abus de confiance, puis pour délit de recel de documents volés et insulte à magistrats, elle finit par se suicider.

## Biographie

### Origines et jeunesse
Marthe Hanau naît le 1er janvier 1886 dans le 11e arrondissement de Paris. Ses parents sont de petits commerçants originaires d'Alsace et appartiennent à la communauté juive qui a choisi de rester française après la guerre de 1870.
Dès l’adolescence, la jeune Marthe entre en conflit avec une mère très autoritaire. Cette dernière s'oppose à ce que sa fille suive des cours de piano. Marthe provoque sa mère en fumant en public, en refusant de porter des tenues féminines à la mode, en conduisant des voitures de sport ou en s'affichant avec d'autres femmes. Le conflit s'exacerbe quand la mère intervient pour s'opposer à la liaison naissante entre Marthe et une jeune femme rencontrée dans une station balnéaire, puis, à Paris, la jeune fille courtise une vendeuse de la boutique familiale. Marthe finit par accepter un mariage arrangé avec l'héritier d'un industriel lillois à condition qu'on ne lui impose pas d'avoir une descendance. Elle se marie en 1906 à un homme d'affaires, Lazare Bloch, originaire de Lille. Mariée, elle a une liaison durable avec la fille d'un bijoutier, liaison qui, malgré une interruption provoquée par la Première Guerre mondiale, perdurera jusqu'à la fin de la vie de Marthe.[réf. incomplète]

### Première condamnation: le « Bâton du soldat »
En 1917, elle a 31 ans. Elle et Lazare Bloch ont tenté de lancer plusieurs affaires qui échouent. Lazare n'est visiblement pas doué. Il a l'idée de commercialiser un café de synthèse sous la forme d'une poudre à diluer, un ersatz comme il en existait en cette période de pénurie. Appelé le « Bâton du soldat », il est vendu à grand renfort de publicité, laquelle sera jugée mensongère : le produit en question, à défaut de stimuler les poilus, les endormait. L'Armée française porte plainte. Ils sont tous deux condamnés par un tribunal correctionnel, Marthe bénéficiant d'un sursis. Pour ménager sa réputation dans le milieu de la finance, elle divorce de son mari, trop compromis, le 4 mai 1920,.

### La Gazette du franc
Elle lance le 21 mars 1925 un « journal d'informations et d'économie politique », La Gazette du franc et place à la direction dans un premier temps Maurice Bernard de Courville (1860-1944), un polytechnicien qui avait dirigé les établissements Le Creusot, et à la rédaction en chef Charles Bertrand. Ce journal va paraitre sans interruption jusqu'au 1er décembre 1928, soit 193 numéros. Au départ, il s'impose rapidement par la qualité de ses collaborateurs avoués et par celle des personnalités du monde économique et politique dont elle publie les interviews. Dans un contexte de « crise du franc » et de règlement de la dette de guerre, les conseils qu'elle prodigue aux épargnants en matière de placements boursiers concernent le plus souvent des actions et obligations de ses propres relations d'affaires. L'équipe éditoriale est rejointe par Georges Anquetil, auteur à succès de Satan mène le bal, directeur d'une revue à scandale, La Rumeur, laquelle collectionne les procès pour diffamation. La Gazette se vend bien, et Marthe Hanau y pratique une forme de populisme financier, qui va lui jouer des tours. Elle reprend contact avec Lazare Bloch qui fonde une série de sociétés-écrans.
Le 1er août 1925, elle fonde une banque, le Groupement technique de gérance financière, et émet sur la place de Paris des titres à 8 % de taux d'intérêt (contre 6 % en moyenne chez ses « concurrents »), qui se vendent fort bien grâce à la publicité faite par sa feuille financière. En juillet 1926, Charles Bertrand démissionne. En octobre, la banque déménage au 94 de la rue Saint-Lazare. Le 8 avril 1927, Hanau fonde la Société des exploitations foncières. Si elle séduit des souscripteurs, c'est aussi qu'elle les rembourse immédiatement en cas de besoin, mais avec l'argent gagné sur de nouvelles tranches de souscriptions : ce système de Ponzi ne pouvait pas perdurer. Elle leva ainsi plus de 170 millions de francs,.
Le 14 janvier 1928, elle lance un supplément à son périodique, La Gazette des nations. Le 15 février, Pierre Audibert (1880-1931) devient rédacteur en chef, et Aristide Briand y publie en une sa déclaration sur la paix. Marthe Hanau lance ensuite en juillet une agence de presse financière, L'Agence Interpresse, qui démarche tous les quotidiens afin de leur revendre des informations financières : cette structure s'avéra compromise par la nature des informations même. Le siège déménage au 124-126 de la rue de Provence. Audibert réclame à Briand la Légion d'honneur pour Marthe, qui est alors au faîte de sa gloire. Au même moment, Lazare Bloch est reçu à Rome en audience par Mussolini. La Sureté générale de Paris émet un rapport sur La Gazette du franc qui se veut de plus en plus la vitrine de la politique de Briand. En août, création par Hanau de la Compagnie générale financière et foncière.
Du 20 au 23 novembre 1928, Georges Anquetil publie une série d'enquêtes diffamatoires sur Marthe Hanau dans La Rumeur.

### L'affaire Hanau
Le système commence à s'écrouler à la fin de l'année 1928. L'origine du scandale provient d'abord de Georges Anquetil, entre-temps congédié par Hanau, et qui pour se venger commence à publier dans La Rumeur des informations compromettantes concernant La Gazette et ses montages financiers. Ces révélations vont être relayées et vont éclabousser les milieux politiques et médiatiques, en particulier cartellistes ; le journal Le Quotidien, principal organe du cartel des gauches, qui a affermé sa page financière à Marthe Hanau, ne s'en relève pas. L'affaire prend de l'importance quand, à la suite des affirmations d'Anquetil, une série d'investigations est menée par une société rivale, l'Agence Havas, qui tente de prouver que certains titres conseillés par La Gazette du franc et L'Agence Interpresse s'appuient sur des activités fictives.
Dans un premier temps, Marthe Hanau peut faire taire les rumeurs en soudoyant certains hommes politiques. Cependant, les preuves s'accumulent et la brigade financière, alertée notamment par Horace Finaly, directeur général de la Banque de Paris et des Pays-Bas, finit par enquêter. Marthe Hanau est arrêtée pour escroquerie et abus de confiance le 4 décembre 1928. Les semaines suivantes, Lazare Bloch, Pierre Audibert, et plusieurs de leurs partenaires d'affaires sont aussi accusés d'escroquerie et d'abus de confiance, et emprisonnés à la prison Saint-Lazare. Le 8 mars 1929, la Chambre des députés vote une commission d'enquête avec laquelle Hanau refuse de collaborer. Le 23 mai, première intervention de la Ligue des droits de l'homme, Victor Basch écrit à Louis Barthou, garde des sceaux, pour prendre la défense de Marthe. Le 8 juin, elle publie La Vérité sur l'affaire de la Gazette du franc.
L'audience préliminaire commence. Hanau réclame sa mise en liberté sous caution, arguant que le tribunal n'y connaît rien en finances et qu’elle peut rendre la totalité de l'argent - ce qui n’est pas cru par tous. La cour lui refusant la liberté sous caution, le 1er juin 1930, elle entame une grève de la faim. Trois semaines plus tard elle est déplacée à l'hôpital Cochin à Neuilly, où elle est nourrie de force. Elle s'échappe de cet hôpital et retourne (apparemment de son propre chef) à la prison Saint-Lazare. Le préfet de police de Paris Chiappe — qui sera révoqué plus tard dans le cadre de l’affaire Stavisky —, qui ne tient pas à ce qu'elle meure sous sa responsabilité, réclame sa liberté sous caution. Le 8 avril 1930, elle est remise en liberté contre une caution de 800 000 francs.

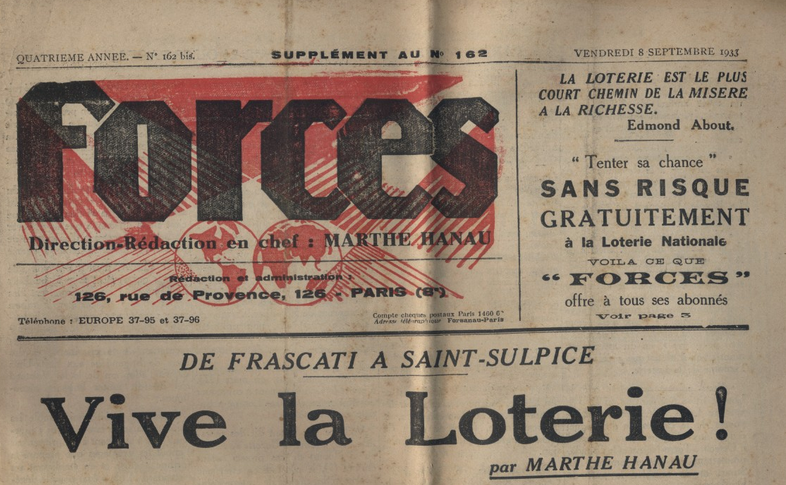
Une de Forces, le 6 septembre 1933.

En juin 1930, elle fonde, sous le nom de la compagne de Lazare Bloch, Germaine Brunet, l'hebdomadaire Forces,.
Le 14 juillet suivant, un accord est trouvé avec les créanciers de La Gazette du franc qui reparaît, comme mensuel, du 2 novembre 1930 au 22 février 1931.

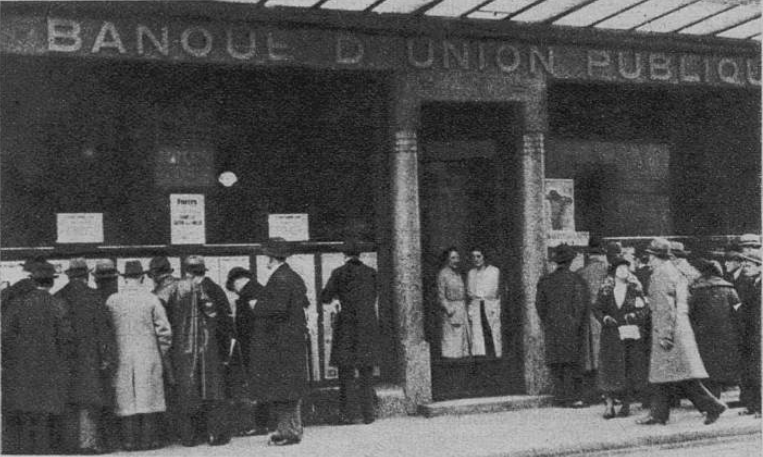
La Banque d'union publique, rue de Provence (avril 1932).

Le procès de Marthe Hanau s'ouvre le 30 octobre 1930 devant la 11e chambre du tribunal correctionnel de la Seine ; elle y cause un gros scandale en révélant les noms des personnalités à qui elle aurait offert des pots-de-vin. Le 30 novembre, toujours par le biais de la presse, elle tente de fonder une sorte de ligue qu'elle appelle Les capitalistes-épargnants, avec un journal indépendant idoine, et de mener campagne contre les « grandes banques ». Le 4 décembre, le cabinet Tardieu démissionne, éclaboussé par un nouveau scandale, l'affaire Oustric. En décembre, nouvelle lettre de la Ligue des droits de l'homme en sa faveur. En mars 1931, les créanciers de La Gazette s'organisent pour plaider leurs causes.
Le 28 mars 1931, Marthe Hanau est condamnée pour escroquerie et abus de confiance à deux ans de prison avec sursis et 3 000 francs d'amende ; Lazare Bloch est condamné à 18 mois de prison. Trois jours plus tard, Pierre Audibert, également condamné, meurt d'une congestion. Libérée en juin suivant, Hanau devient conseillère technique d'une nouvelle société, la Banque de l'Union publique ; officieusement, elle en est aux commandes, en ses bureaux, rue de Provence. Le 7 juillet, elle est victime d'un accident de la route. Immobilisée des jambes, elle subit une opération, qui l'oblige à se déplacer avec des béquilles.
En janvier 1932, son journal Forces lance un supplément : Le Secret des dieux, qui prétend révéler tous les dessous de la finance. Ce service financier est sur abonnement. Le 8 avril suivant, elle révèle dans ce même journal tout le dossier concernant son affaire, y compris des documents en principe confidentiels, entre autres le dossier que le préfet Chiappe a transmis au rapporteur des Finances, Pierre-Étienne Flandin. Marthe Hanau est arrêtée le jour même. Elle est remise en liberté conditionnelle pour raison de santé le 25 octobre. Elle fait appel mais sa demande est rejetée, elle réussit cependant à retarder la procédure de jugement.

### La fin

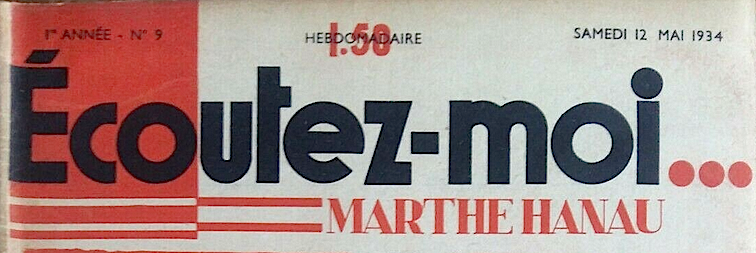
Bandeau titre d'Écoutez-moi..., 12 mai 1934.

Le 17 mars 1934, elle lance son dernier périodique hebdomadaire, Écoutez-moi..., qui disparaît en février 1935, après cinquante numéros, avec des couvertures signées Jean Effel, Louis Touchagues et Moise Kisling. Dans ce périodique, elle attaque ses juges et met en garde contre Hitler.
Le 23 mai 1934, elle est condamnée, dans le cadre de l'affaire du journal Forces, à trois mois de prison et deux cents francs d'amende par la 10e chambre pour délit de recel de documents volés et insulte à magistrats. Le 21 juin, un groupe de créanciers obtient le séquestre de son journal.
Ayant fait appel, Marthe Hanau passe le 13 juillet devant la cour d'appel, qui aggrave sa peine, en la condamnant cette fois à trois ans de prison ferme et 3 000 francs d'amende.
Début février 1935, la Cour de cassation rejette le pourvoi de Marthe Hanau. Le 23, elle est emprisonnée à Fresnes.
Elle se suicide le 14 juillet 1935, à l'infirmerie de la prison de Fresnes, à l'aide d'un tube de barbituriques (Véronal). Elle aurait laissé ce mot pour ses proches : « J'ai la nausée de cet argent qui m'écrasa. »[réf. nécessaire] Après cinq jours d'agonie, elle est déclarée officiellement morte le 19 juillet 1935 à 6 h 20 du matin par l'administration pénitentiaire. Le 29 juillet, elle est inhumée dans un caveau provisoire du cimetière Sud (Montparnasse). Le temps de construire sa sépulture au cimetière parisien de Bagneux, son corps y est transféré le 3 janvier 1936.
Elle résidait dans son hôtel particulier au 10, rue de la Tourelle à Boulogne-sur-Seine.

## Publication
- La Vérité sur l'affaire de la Gazette du Franc, Paris, éditions de l'Imprimerie moderne Robert Jon, 1929[20].

### Filmographie
La Banquière, un film de Francis Girod sorti en 1980 avec Romy Schneider, s'inspire de la vie de Marthe Hanau ; l'actrice y apparaît sous le nom d'Emma Eckhert.